# Подобъект
В теории категорий подобъект — это, грубо говоря, объект, который содержится в другом объекте категории. Определение обобщает более старые понятия подмножества в теории множеств и подгруппы в теории групп. Поскольку «настоящее» строение объектов в теории категорий не рассматривается, определение опирается на использование морфизмов, а не «элементов».

## Определение
Пусть A — объект некоторой категории. Имея два мономорфизма:
u: S → A и
v: T → A
с общим образом A, будем говорить что u ≤ v если u «пропускается через» v, то есть если существует морфизм w: S → T, такой что u = v ∘ w. Определим следующее бинарное отношение:
u ≡ v тогда и только тогда, когда u ≤ v и v ≤ u.
Это отношение эквивалентности на мономорфизмах с образом A, назовём его классы эквивалентности подобъектами A. Мономорфизмы с образом A и отношением ≤ образуют предпорядок, но определение подобъекта гарантирует, что подобъекты A образуют частично упорядоченное множество.
Двойственное понятие к подобъекту — факторобъект; то есть, чтобы получить определение факторобъекта, нужно заменить в определении выше «мономорфизм» на «эпиморфизм» и поменять направление всех стрелок.

## Примеры
В категории множеств подобъекты A соответствуют подмножествам A, или, точнее, классу всех вложений множеств, равномощных данному, в данное подмножество. То же верно в категории групп и в некоторых других категориях.